# البضعة العضلية

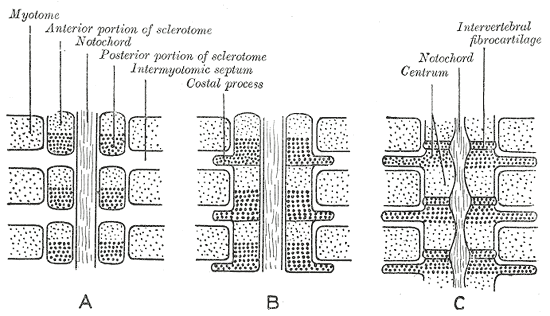

في النمو الجنيني لـلفقاريات، تعرف البضعة العضلية (myotome) بأنها مجموعة من الأنسجة التي تتكون من الجسيدات. وتنمو هذه الجسيدات في عضلة جدار الجسم.
وتنقسم كل بَضعة عضلية إلى جزء ظهراني فوق المحور وجزء بطناني تحت المحور.
وتُشكّل الأرومة العضلية الموجودة في القسم الواقع تحت المحور عضلات جدار البطن الصدري والأمامي.
ويستخدم مصطلح «البَضعة العضلية» أيضًا لوصف العضلات المزودة بجذر عصب مفرد. أي أنه بهذا المعنى يكون المقابل الحركي للصفيحة الجلدية.
وتجهز كل عضلة من عضلات الجسم بمستوى أو قطعة واحدة فأكثر من النخاع والأعصاب النخاعية التي تناسب النخاع. وتعرف مجموعة العضلات المعصبة بالألياف الحركية لجذر العصب المفرد باسم البَضعة العضلية.
وتفقد الكتلة العضلية خصائصها القِطعية لتشكل ما يعرف بالعضلات الباسطة في رقبة وجذع الثدييات. وفي الأسماك والسمندر والضفادع الثعبانية والزواحف، يبقى المجموع العضلي للجسم مقسمًا كما كان في المرحلة الجنينية، إلا أنه - في الغالب - يصبح مطويًا ومتراكبًا وتنقسم الكتل فوق وتحت المحور إلى عدد من المجموعات العضلية المتمايزة.

## الأهمية السريرية
في البشر يمكن أن يكون اختبار البضعة العضلية جزءًا لا يتجزأ من الفحص العصبي حيث إن كل جذر عصب نابع من الحبل النخاعي يمد مجموعة معينة من العضلات. كما أن اختبار البضعات العضلية، الذي يكون في شكل اختبار العضلات متساوية الأبعاد، يقدم للطبيب معلومات حول مستوى المرض في العمود الفقري الذي قد توجد به آفة. وأثناء اختبار البضعة العضلية يبحث الطبيب عن الضعف العضلي لمجموعة معينة من العضلات. قد تشير النتائج إلى وجود آفة في جذر عصب الحبل الشوكي أو انفتاق قرص بين الفقرات يضغط على جذور العصب الشوكي.
توزيعات البضعة العضلية في الطرف العلوي والسفلي تكون على النحو التالي;
- ثني/بسط عنق العصب الشوكي الرقبي 1/العصب الشوكي الرقبي 2
- الثني الجانبي لعنق العصب الشوكي الرقبي 3
- ارتفاع كتف العصب الشوكي الرقبي 4
- تبعيد كتف العصب الشوكي الرقبي 5
- ثني مرفق/بسط رسغ العصب الشوكي الرقبي 6
- بسط مرفق/ثني رسغ العصب الشوكي الرقبي 7
- بسط إبهام العصب الشوكي الرقبي 8
- تبعيد إصبع العصب الشوكي الصدري 1
- ثني ورك العصب الشوكي القطني 2
- بسط الركبة العصب الشوكي القطني 3
- الثني الظهراني لكاحل العصب الشوكي القطني 4
- بسط إبهام القدم العصب الشوكي القطني 5 وهو الأكثر أهمية من الناحية السريرية حيث يختص العصب القطني الخامس بعضلة واخدة هي باسطة إبهام القدم الطويلة
- الثني الأخمصي للكاحل العصب الشوكي العجُزِي 1
- ثني ركبة العصب الشوكي العجُزِي 2